# Templo de Hércules y las Musas
El templo de Hércules y las Musas (en latín Aedes Herculis Musorum ou Herculis et Musorum) fue un templo de la Antigua Roma ubicado en el Campo de Marte dedicado a Hércules y las Musas. Pudo haber sido construido a iniciativa del cónsul Marco Fulvio Nobilior después de la captura de la colonia Ambracia en el 189 a. C. Para el historiador Todd W. Parment, el templo se habría construido entre los años 187 y 179 antes de Cristo, cuando terminó siendo nombrado censor junto a Marco Emilio Lépido.
Según Macrobio, Plinio el Viejo y Ovidio, Nobilior agregó al templo una copia de los fastos (calendario romano) con anotaciones, probablemente las primeras de su tipo, y estatuas de las nueve Musas y de Hércules tocando lira, todas ellas obtenidas como botín de guerra en Ambracia. Mauro Servio Honorato también afirmó que Nobilior hizo trasladar unos edículos en bronce de las Camenas, anteriormente situadas en el Templo de Honor y Virtud.
Según Suetonio y Ovidio, el templo fue reconstruido según los informes entre los años 34 o 33 a. C. por Lucio Marcio Filipo, hermanastro del emperador Octavio Augusto, después de su triunfante mandato como gobernador en Hispania. Para el arqueólogo Samuel Ball Platner, sin embargo, basado en los comentarios del poeta latino Marcial, el constructor del templo habría sido su padre, también llamado Lucio Marcio Filipo, quien fue cónsul en el 56 a. C.